# 鉄砲洲川
鉄砲洲川（てっほうずがわ）は、かつて現在の東京都中央区を流れていた河川（水路）である。鉄炮洲川とも書かれる。現在は鉄砲洲通りなどになっている。

## 歴史
寛永頃に開削された掘割といわれている。関東大震災後がれき処理のため1929年（昭和4年）に埋め立てられた。

## 地理
今の地名でいうと湊二丁目12・13番、湊三丁目5番から11番・14番・15番、明石町3番から9番・12番の間を流れていた。この頃の中央区は縦横に掘割が流れていて、鉄砲洲川もその一つである。隅田川から明石町の水路（明石堀）へと繋がっていた。

## 橋梁
隅田川側より
- 鉄砲洲橋（北緯35度40分12.9秒 東経139度46分51秒 / 北緯35.670250度 東経139.78083度） - 鐵炮洲橋と書かれていた。
- 小橋（北緯35度40分13.39秒 東経139度46分49.3秒 / 北緯35.6703861度 東経139.780361度）
- 見当橋（北緯35度40分9.3秒 東経139度46分43.9秒 / 北緯35.669250度 東経139.778861度） - みとめばし、見富橋とも書かれる。
- 浦堀橋（北緯35度40分3.5秒 東経139度46分41.4秒 / 北緯35.667639度 東経139.778167度）
- 新湊橋（北緯35度39分59.5秒 東経139度46分40秒 / 北緯35.666528度 東経139.77778度）